# إليس (لاعب كريكت)
إليس (1790 بإنجلترا في المملكة المتحدة - ) (بالإنجليزية: Ellis)‏ هو لاعب كريكت بريطاني. لعب مع Middlesex county cricket teams ‏.